# Stranger Eyes
Stranger Eyes (с англ. — «Чужие Глаза») — песня американской рок-группы The Cars, пятый трек с альбома Heartbeat City.

## О песне
Песня была написана вокалистом, ритм-гитаристом и автором песен Риком Окасеком, спета басистом и вокалистом Бенджамином Орром. Это одна из трёх песен на альбоме, в которой есть вокал Орра. Продюсером выступили Матт Ланг, а также сами участники группы. Песня была использована в трейлере фильма 1986 года Лучший стрелок, однако режиссёр не стал использовать её в саундтреке картины. «Stranger Eyes» называется «Stranger» на обложке ранних американских виниловых изданий Heartbeat City, хотя на внутренней стороне обложки название указано как «Stranger Eyes».
Критик Allmusic Тим Сендра в положительном обзоре сказал:«"Stranger Eyes" — это, по сути, смесь Def Leppard [, которых Матт Ланг продюсировал до этого] и The Cars с добавлением нескольких удивительно банальных синтезаторных звуковых эффектов».

## Другие появления
После того, как песня была выпущена на альбоме 1984 года Heartbeat City, "Stranger Eyes" была выпущена в качестве би-сайда к шестнадцатому в общем и третьему синглу с альбома — Drive. После своего выхода сингл «Drive» стал самым высоким синглом The Cars в чартах на большинстве территорий. В Соединённых Штатах он достиг третьего места в Billboard Hot 100 и возглавил хит-парад Adult Contemporary. Он достиг пятого места (четвёртого места при повторном попадании в 1985 году) в Соединённом Королевстве, четвёртого места в Западной Германии, шестого места в Канаде и третьего места (пятого места при повторном попадании в 1985 году) в Ирландии.

## Участники записи
- Рик Окасек — ритм-гитара, бэк-вокал
- Бен Орр — вокал, бас-гитара
- Эллиот Истон — соло-гитара, бэк-вокал
- Грег Хоукс — клавишные, бэк-вокал, Fairlight CMI программирование
- Дэвид Робинсон — ударные, Fairlight CMI программирование